# Asperula pubescens
Asperula pubescens är en måreväxtart som först beskrevs av Carl Ludwig von Willdenow, och fick sitt nu gällande namn av Friedrich Ehrendorfer och Schönb.-tem.. Asperula pubescens ingår i släktet färgmåror, och familjen måreväxter.
Artens utbredningsområde är Kreta. Inga underarter finns listade i Catalogue of Life.